# Гай Силий Цецина Ларг
Гай Силий Цецина Ларг (лат. Gaius Silius Caecina Largus; ум. 24 н. э.) — древнеримский государственный деятель и военачальник, консул 13 года.

## Биография
Относительно имени этого человека существуют разногласия. У Тацита и Диона Кассия он именуется Гаем Силием, в Капитолийских фастах Гаем Силием, сыном Публия, внуком Публия, Цециной Ларгом. Теодор Моммзен и Аттилио Деграсси истолковали двусмысленность надписи в Капитолийских фастах в пользу того, что его полное имя было Гай Силий Авл Цецина Ларг, но Артур и Джойс Гордоны заметили на это, что подобная форма имени, известная как полионимия, впервые отмечена лишь через пятьдесят лет после Силия, и предложили читать вместо одного имени два: Гай Силий и Авл Цецина Ларг, предположив, что последний был неизвестным нам сенатором. Этот вариант был одобрен Рональдом Саймом, а в 2014 году Диана Горостиди Пи, основываясь на надписи, названной ею Fasti consulares Tusculani, попыталась доказать, что речь идет о двух разных людях.
Считается, что Гай Силий был одним из сыновей Публия Силия Нервы. В 13 году он был назначен консулом вместе с Луцием Мунацием Планком, а в следующем году стал легатом-пропретором Верхней Германии, оставаясь на этом посту до 21 года. Командовал четырьмя легионами со штаб-квартирой в Могонциаке под верховным руководством Германика. Во время мятежа рейнских легионов в 14 году его войска заняли выжидательную позицию.
Силий принимал участие в Германских походах 14—16 годов, но, поскольку его легионы обычно входили в состав армии под непосредственым командованием Германика, Тацит приводит очень мало подробностей. За кампанию 15 года Гай Силий удостоился триумфальных отличий, затем Германик поручил ему вместе с Антеем и Цециной Севером руководить подготовкой флота для новой экспедиции. В преддверии большого похода весной 16-го Силий совершил набег на земли хаттов, но из-за внезапно разразившихся ливней не смог собрать большой добычи, хотя и захватил жену и дочь нового хаттского вождя Арпа (Укромера). После того как на обратном пути буря разметала корабли Германика в Северном море варвары вновь оживились и осенью по приказу командующего Силий с 30 000 пехоты и 3000 всадников совершил ещё один поход на хаттов.
В 21 году Гай Силий принял активное участие в подавлении галльского восстания Флора и Сакровира. Его легионы вместе с войсками наместника Нижней Германии Визеллия Варрона блокировали горный Ардуенский лес, где мятежные треверы рассчитывали найти укрытие, а затем повстанцы были с легкостью рассеяны римским конным отрядом. После гибели Флора восстание продолжил Юлий Сакровир, захвативший Августодун (современный Отён) и действовавший в долине Родана. Силий выступил против него с двумя легионами, подавил ауксилиарными частями выступление секванов и разгромил основные силы эдуев в битве при Августодуне.
Через несколько лет Силий стал жертвой террористической политики Тиберия. По словам Тацита, инициатором расправы над военачальником был фаворит императора Луций Элий Сеян, а причинами близость к Германику и политический вес Гая, приобретенный благодаря семи годам командования крупной армейской группировкой, триумфальным отличиям и победе над Сакровиром. Сеян полагал, что «с чем большей высоты он был бы низвергнут, тем больший страх навело бы его падение на остальных». Кроме того, было мнение, что

…своею несдержанностью он ещё сильнее восстановил против себя принцепса, ибо заносчиво похвалялся, что его воины соблюдали повиновение, когда все прочие были вовлечены в мятеж, и что Тиберий не сохранил бы власти, если бы и эти легионы пожелали перемен. Цезарь считал, что это умаляет его достоинство и что он бессилен отблагодарить за такие заслуги. Ибо благодеяния приятны лишь до тех пор, пока кажется, что за них можно воздать равным; когда же они намного превышают такую возможность, то вызывают вместо признательности ненависть.— Тацит. Анналы. IV. 18
Жену Гая Силия Созию Галлу Тиберий ненавидел за её дружбу с Агриппиной и также желал погубить".. По выражению И. О. Князького, её близость к вдове Германика «в новой ситуации после 23 г. было уже основанием для подозрений». Орудием расправы стал консул Луций Визеллий Варрон, мотивировавший свои действия враждой своего отца с Силием. Последний просил об отсрочке судилища до той поры, пока Варрон не сложит консульские полномочия, но принцепс отказал, заявив, что вполне в обычае магистратов судить римских граждан. «Так уж было заведено у Тиберия — прикрывать древними формулами
только что измышленные беззакония». Силий был обвинен в оскорблении величия, выражавшемся в потворстве мятежу Сакровира и алчности, проявленной при подавлении восстания, а жена объявлена его сообщницей. Вымогательства со стороны этой пары являлись несомненным фактом, но столь же очевидным было то, что дело носило не криминальный, а политический характер. Подсудимому не дали говорить во время разбирательства в сенате, и он покончил с собой, не дожидаясь вынесения приговора. Имущество Силия было конфисковано и, по словам Тацита, это был первый случай, когда Тиберий присвоил чужое дрбро. Изображения Силия должны были быть уничтожены в соответствии с сенатским постановлением о damnatio memoriae.
Созию Галлу приговорили к изгнанию, четверть её имущества досталась обвинителям, остальное унаследовали дети. Сыном Гая Силия Цецины Ларга был сенатор Гай Силий.